# Ангел в тюбетейке
«Ангел в тюбетейке» — советский музыкальный комедийный фильм 1968 года, поставленный режиссёром Шакеном Аймановым.

## Сюжет
Главный герой фильма — учитель географии по имени Тайлак. Это очень добродушный, но одинокий мужчина, который всегда ходит в своей тюбетейке. Его мать, Тана, не желает мириться с одиночеством сына, и всё время подыскивает ему невест. Между тем Тайлак знакомится с Айшой, в которую влюбляется. Но Тана не сразу одобряет выбор сына, так как оказывается, что Айша — это дочь некого Таира, бывшего жениха Таны, который не сдержал своё слово. Однако Тайлак всё-таки делает предложение Айше и получает согласие. Между тем у Таны появляется поклонник Нияз, который тоже делает ей предложение. История заканчивается двойной свадьбой.

## В ролях
- Амина Умурзакова — Тана
- Алимгазы Райнбеков — Тайлак
- Раиса Лунёва — Алтыншаш
- Аубакир Исмаилов — Нияз
- Ермек Серкебаев — Чингиз
- Шолпан Алтайбаева — Айша Досанова

### В эпизодах
- Бибигуль Тулегенова — дочь Таны
- Юрий Саранцев — пьяница
- Зара Кучербаева
- Бикен Римова — комендант общежития
- Евгений Диордиев — немецкий турист
- Райхан Шанина — Аймен
- Мурат Ахмадиев
- Лидия Ашрапова — дочь Таны
- Дана Алтайбаева — Тана в молодости
- Калыбек Ахтаев
- Людмила Маратова

## Награды

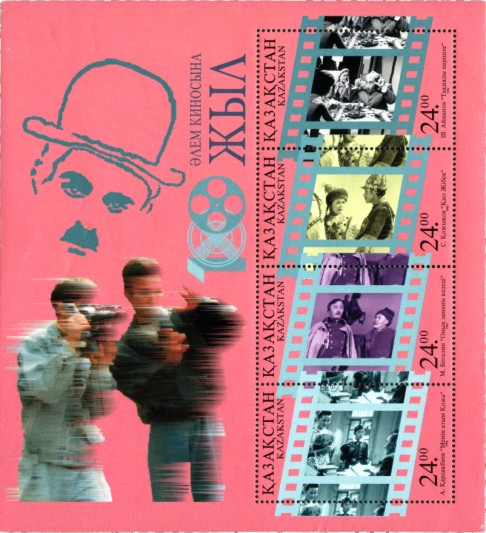
Блок почтовых марок Казахстана 1996 года, посвящённый 100-летию всемирного кино. Кадры из фильмов Ш. Айманова «Ангел в тюбетейке», С. Кожыкова «Кыз Жибек», М. Бегалина «Его время придёт», А. Карсакбаев «Меня зовут Кожа».

1969 год — Диплом смотра-конкурса кинематографистов республик Средней Азии и Казахстана.

## Музыка
Песни, написанные специально для картины А. Зацепиным на слова Л. Дербенёва и исполненные Аидой Ведищевой и Майей Кристалинской, были выпущены на пластинке-миньоне и обрели популярность.
- «Песня про Одиссея» (Ты куда, Одиссей, От жены от детей? — Шла бы ты домой, Пенелопа!)
- «Всё равно ты будешь мой!» (Я тебя давно опоила колдовскою травой, Где бы ты ни бегал там, Что бы ты ни делал там, Всё равно ты будешь мой.)
- «Песня о матери» (Отдаст, всё на свете отдаст, Будет мерзнуть сама, Лишь бы дети в тепле. А мы забываем подчас, Что от стареньких мам Нам светло на земле.)